# 黒田雷児
黒田 雷児（くろだ らいじ、1961年 - ）は、福岡アジア美術館学芸員。戦後日本前衛美術研究家。別名に黒ダライ児。

## 経歴
東京大学大学院人文科学研究科修了。1985年より福岡市美術館学芸員、1999年より福岡アジア美術館学芸課収集展示係、2003年より学芸課長、2013年より事業管理部長、2016年に組織名変更で運営部長（2021年まで）。
1988年に「九州派」の回顧展「九州派展　反芸術プロジェクト」を担当する。
1991・1995年、第5回・７回バングラデシュ・アジア美術ビエンナーレ日本作家コミッショナー。
2011年、『肉体のアナーキズム　1960年代・日本美術におけるパフォーマンスの地下水脈』で芸術選奨新人賞（評論部門）受賞。

## 企画
- 第１～５回福岡アジア美術トリエンナーレを共同企画（福岡アジア美術館、1999～2014年）。
- 「闇に刻む光―アジアの木版画運動 1930s－2010s」（福岡アジア美術館、2018–2019年）[5]

## 著書
- 「肉体のアナーキズム　1960年代・日本美術におけるパフォーマンスの地下水脈」（黒ダライ児名義、grambooks、2010年）
- 「終わりなき近代　アジア美術を歩く2009‐2014」（grambooks、2014年）